# L'Île au trésor (film, 1973)
Pour les articles homonymes, voir L'Île au trésor (homonymie) et Treasure Island.
Pour plus de détails, voir Fiche technique et Distribution.
L'Île au trésor (titre original : Treasure Island) est un long-métrage animé américain sorti le 11 juillet 1973.
Diffusé en France le vendredi 25 décembre 1987 à 20h30 sur La Cinq.

## Synopsis
Le jeune Jim Hawkins, la souris Hiccup, le docteur Livesey et Lord Trelawney louent un bateau et son équipage pour retrouver un fabuleux trésor dans une île déserte, mais l'intendant planifie une mutinerie pour voler ce même trésor...

## Fiche technique
- Titre original : Treasure Island
- Réalisation : Hal Sutherland
- Scénario : Ben Starr, d'après le roman L'Île au trésor de Robert Louis Stevenson
- Musique : Ray Ellis et Norm Prescott
- Montage : Doreen A. Dixon et Joseph Simon
- Chansons : Richard Canada, Richard Delvy, Ed Fournier, Sherry Gaden et Dave Roberts
- Direction artistique : Don Christensen
- Directeur de la photographie : R.W. Pope
- Direction de l'animation : Rudy Larriva, Bill Reed, Ed Solomon, Don Towsley et Lou Zukor
- Productrice exécutive : Jacqueline Smith
- Producteur : Lou Scheimer et Norm Prescott
- Compagnies de production : Filmation Associates
- Compagnie de distribution : Warner Bros
- Pays d'origine :  États-Unis
- Langue : Anglais Mono
- Durée : 87 minutes
- Ratio : 1.37:1
- Image : Couleurs
- Laboratoire : CFI
- Négatif : 35 mm
- Format montage : 35 mm
- Genre : Animation

## Distribution

### Voix originales
- Richard Dawson : Long John Silver
- Davy Jones : Jim Hawkins
- Dal McKennon : Ben Gunn / Capitaine Flint
- Larry D. Mann : Docteur Livesey
- Larry Storch : Capitaine Smollett
- Jane Webb : Madame Hawkins
- Lou Scheimer : Pirate / Le marin barbu